# Dalmácia (horvátországi régió)
Dalmácia (horvátul: Dalmacija, olaszul: Dalmazia, latinul: Dalmatia) Horvátország egyik régiója. Területe közel 11 960 km², Horvátország területének körülbelül 21%-a, lakossága a 2001. évi adatok alapján mintegy 855 000 fő, ami az ország lakosságának 20%-a. Népsűrűsége 71,5 fő/km² (Horvátországé 78 fő/km²).

## Domborzat
Dalmácia hegyes vidék, amelyet szélesebb-keskenyebb völgyek szelnek át. Az Adriai-tenger felé általában meredeken ereszkedik le. Hegyei túlnyomórészt mészkőből állnak, ezért legnagyobb része karszt természetű. Északon a Velebit hegység emelkedik, amelynek legmagasabb csúcsai a Vakanski (1758 m) és a Sveto brdo (1750 m). A Velebithez csatlakozik a bosznia és hercegovinai határon végignyúló Dinári-Alpok a Troglav (1913 m), a Dinara (1811 m) és a Janski (1790 m) hegycsúcsokkal. A Dinári-Alpokkal párhuzamosan emelkedik a Castella (1780 m) és a Mossor Planina (1339 m), valamint a Biokovo Planina nevű hegylánc, az 1762 m magas Sveti Juróval. A legszaggatottabb és legzordabb hegyek takarják a Kotori-öböl körüli részeket. Itt emelkedik az Orijan 1898 m és a Lovsen 1759 m magasra.
A barlangokban, szakadékokban és víznyelőkben gazdag vidéken a csapadékvíz gyorsan a felszín alá folyik. Kevés az olyan hely, ahol homokkő és agyag van, ahol források fakadnak és a termékenység jobb.

## Vízrajz
Dalmáciában három nagyobb öböl nyúlik be a szárazföldbe: északon a Novigradi-, középen a Sabioncellói- és délen a Kotori-öböl. Dalmácia jelentősebb folyói: a Novigradi-öbölbe szakadó Zrmagna; a Krka, amely Knin fölött a világ egyik legnagyobb forrásából ered és 16 vízesést alkotva, a Sebenicoi kikötőnél torkollik a tengerbe; a Zadvarjénél vízesést alkotó Cettina; a Neretva, amelynek csak alsó folyása tartozik Dalmáciához; végül a Neretva és a Kotori-öböl közt, a Dubrovniknál torkolló Ombla, amely egy barlangból mint folyó lép ki és forrásához igen közel eléri a tengert.

## Szigetek
A meredek partok előtt mintegy 20 nagyobb és száznál több kisebb sziget és szikla emelkedik ki az Adriai-tengerből. A nagyobb szigetek: Brač, Čiovo, Dugi Otok, Hvar, Korčula, Kornati, Lastovo, Lokrum, Mljet, Olib, Pag, Pašman, Premuda, Rab, Silba, Šolta, Vis és Žirje. 

## Éghajlat
Dalmácia éghajlata mediterrán. Az évi középhőmérséklet sok helyen meghaladja a 15 °C-ot. A nyár, amely májusban kezdődik, forró és nagyrészt száraz; télen a hó ritkán esik. Az évi csapadékmennyiség közel 800 mm. Zivatarok egész évben előfordulnak. Az uralkodó szélirány északnyugati, jelentősebb szelek a sirokkó (jugo), a bóra és a misztrál.

## Élővilág
Természetes növénytakarója hasonló a mediterrán országokéhoz. Állatvilága gazdag; a skorpiók gyakoriak; nem ritkák a kígyók és gyíkok sem. A madarak közül jellemző a havasi sarlósfecske és a kék kövirigó, továbbá a számos sirály.

## Gazdaság
Dalmácia fő mezőgazdasági terményei az olajbogyó, a szőlő, az árpa, a kukorica, a búza, a déligyümölcsök és a dohány. A karsztjellegű vidéken sok a terméketlen talaj a mocsarak miatt is. A legnagyobb területet a rétek foglalják el, azután az = amelyekben jellemző az olajfa és szelídgesztenyefa =, a szántóföldek, szőlők és a kertek. Legfontosabb termékei az olívaolaj, a déligyümölcsök és különösen a szőlő. Dalmácia évente közel egymillió hektoliter bort termel, amelyből nagy mennyiséget visznek ki, különösen Franciaországba, a bordeauxi borok készítéséhez. A legjobb minőségű helyi boroknak tartják a rebenicói maraschinót (maraszkíno), a cattardi marzaminit, a ragusai malvásiait, az almissai és macarascai muskotályt és a lirsai borokat. Jelentős a tengeri halászat, különösen a szigeteken.
A bányászat jelentéktelen; barnakőszenet Dernisznél, a Monte Prominán nyernek, fontosabb a tengeri só lepárlása. A legismertebb dalmát iparcikk a Zára környékén készített marasquino; azonkívül készítenek durva posztót (schiavina = szkjavína) és a parti hajózásra meg tengeri halászatra alkalmas kétárbócos vitorlásokat (trabakul). A bevitel tárgyai az iparcikkek, a kivitelé: a bor, az olívaolaj, a füge, a hal, a hús és egyéb állati termékek. Kikötői miatt Dalmáciában voltak egykor a Balkán-félsziget északi részének legvirágzóbb kereskedővárosai.

## Dalmácia története

### Az ókorban

Az Illíria területén az i. e. 4–3. században élt illír törzsek

Illíria partvidékén laktak a dalmát törzsek, akik i. e. 180 körül önálló országot alapítottak, melynek Delminium (ma Županja) lett középpontja. A rómaiak i. e. 156-ban feldúlták Delminiumot, s a dalmát törzsek meghódoltak. I. e. 49-45 között Dalmácia is színhelye volt a Caesar és Pompeius pártbeliek versengésének, s végül Augustus hadvezérei meghódították. Ő szervezte meg Dalmatia provinciát Illyricum déli részéből, amely északra Arsiáig (Isztriában) és a Száváig, keletre pedig a Drináig terjedt. A római helytartó Salonában székelt, a két légió közül pedig az egyik Delminiumban, a másik Burnumban állomásozott. A provincia parti része hamar romanizálódott. A virágzásnak a népvándorlás vetett véget. Diocletianus császár (Dalmácia szülötte) még kiverte a betolakodókat, de halála után Dalmácia (gótok, alánok, hunok) prédája lett. 403-ban I. Alarik nyugati gót király mint "keletrómai fővezér" kapta egész Illíriát.

### A középkorban: Bizánci uralom
500 után Theuderich keleti gót király űzte el a többit Dalmáciából. Gyenge utódai alatt azonban I. Iusztinianosz bizánci császár vezérei, Flavius Belisarius és Narses, visszahódították, s 537 után az ország a keletrómai császár fensőbbségét ismerte el, mig a szlávok teljesen meg nem szállták. Több avar hadjáratot a déli szláv törzsek végleges betelepedése követett (610 és 640 táján. 641 körül rendeződött Bizánc és a szlávok viszonya. A főbb kikötővárosok, mint Zára, Trau, Spalato, Raguza megmaradtak bizánci kézben, de a nyílt vidék a déli szlávok hatalmába került. Dalmácia alatt ekkor már csak a partvidéket és a szigeteket értjük. A 8. század közepén Dalmácia themává alakult az általában Zárában székelő sztratégosz irányításával.  Az Avar Kaganátus megdöntése után közvetlenül az Aquileiai Patriarchátus felől hittérítők jelentek meg a horvát–dalmát területeken.
I. Tomiszláv horvát király bizánci szövetségben részt vett a Nagy Simeon bolgár cár elleni harcban, akit legyőzött a mai Bosznia területén. 
A dalmáciai egyházszervezet központja kezdetben Salona (mai Solin) volt, a település pusztulása után a szerepét a szomszédos Spalato vette át. A város érseksége valószínűleg a 8–9. században jöhetett létre. A 860-as években a bizánci pátriárka és I. Miklós pápa viszályában a dalmát városok a bizánci oldalt támogatták, ezzel szemben a horvát fejedelmek a pápa mellé álltak. Ekkor az általuk uralt területek egyházainak az élére a nonai püspökség került. A dalmáciai egyházszervezetben lévő szakadásnak akkor lett vége, amikor Tomiszláv király nemcsak a korábbi fejedelmek területét birtokolta, hanem a bizánci fennhatóság alatt lévő dalmáciai területek jelentős részét is kontrollálta. 925-ben és 928-ban az első és második spalatói zsinaton újra spalatói érsek lett egész Horvátország és Dalmácia prímása. Határozatot hoznak a szláv liturgia ellen a latin javára, azonban eredménytelenül, mert a két liturgia párhuzamosan fennmarad az egész középkorban. 1000-ben a horvát belharcokat kihasználva a velencei flotta először foglalta el a dalmát városokat, Bizánc azonban hamarosan visszafoglalta őket.

### Első Dalmát Királyság
IV. Krešimir horvát király (1058–1075) felveszi a Horvátország és Dalmácia királya címet. A névleges bizánci függés tiszteletben tartásával a dalmát városok Krešimirnek is adót fizettek. Az egyházi szertartásokon a bizánci császár és a horvát király nevét is imába foglalták. 
1091-ben I. László magyar király hadjáratot vezetett Horvátországba, miután elhunyt a horvát uralkodó dinasztia utolsó tagja. A hódítása sikeres volt, valószínűleg eljutott egészen Dalmáciáig is, de az országra támadó kunok miatt a hadjáratát nem folytathatta. Unokaöccsét, Álmost tette meg Horvátország királyává, akinek azonban valószínűleg névleges volt a hatalma, ami 1096-ig tartott. 1097-ben pedig Kálmán magyar király hódította meg Horvátországot. I. Alexiosz bizánci császár a magyar terjeszkedés meggátlására I. Vitale Michiele velencei dózsére bízta Dalmáciát, aki felvette a Dalmácia és Horvátország hercege címet. 1098-ban Kálmán megegyezett a dózséval, hogy Horvátország magyar, Dalmácia pedig velencei uralom alatt marad. A béke lejárat után Kálmán újra hadjáratot vezetett Dalmáciába, és 1102-ben Tengerfehérvárott horvát királlyá koronáztatta magát, majd 1105-ben elfoglalta Zárát, Spalatót és Traut is.  Kálmán nagy figyelmet szentelt a dalmáciai városoknak, amelyeket nem erővel, hanem kedvezményekkel és az autonómiájuk megerősítésével próbált megtartani. Az ő uralma alatt jött létre az a szokás, amely szerint a magyar királyok három évente látogatást tettek Dalmáciában. Kálmán a városok és a dalmáciai egyházak kiváltságait megerősítette, ezen felül igyekezett ajándékokkal is megszerezni Dalmácia hűségét. 1105-ben a zárai Szűz Mária monostornak adományt tett, amelyből épült fel a monostor máig fennmaradt tornya, amelyben egy felirat tanúskodik Könyves Kálmán bőkezűségéről. Ezeknek az adományoknak azért volt fontos szerepe, mert a középkori társadalomban az adományozó és az adományozott között függő viszony alakult ki, az adományozott viszonzással, általában hűséggel tartozott az ajándékokért. Kálmán halála után, 1116-ban Ordelafo Faliero velencei dózse Zárát és Dalmácia nagyobb részét elfoglalta, II. István magyar királynak 1124–25 során sikerült Zára és a szigetek kivételével visszafoglalnia ezeket a területeket, de foglalása nem volt tartós, hiszen Velence újra megszerezte ezeket a területeket. Változásra csak II. Béla uralkodása alatt történt, aki 1136-ban Spalatót és környezetét visszahódította.
Az 1160-as évek magyar-bizánci háborúi során Dalmácia központi szerepet játszott. 1165-ben I. Manuél bizánci császár hadvezére Dalmáciát mint Béla herceg örökségét (mint lánya jegyesének „hozományát”) vette Bizánc birtokába Trautól Cattaróig. Mánuel halála után (1180) III. Béla visszaszerezte egész Dalmáciát (1180-1181).  1194-ben III. Béla fiát, Imre herceget tette Horvátország és Dalmácia kormányzójává. III. Béla halála után Imre örökölte a trónt, öccse András herceg azonban nem nyugodott bele ebbe a helyzetbe. 1197-ben a szlavóniai Macskinál legyőzte testvére seregeit, és megszerezte magának Horvátországot és Dalmáciát. 1198-ban újabb hadjáratot vezetett és a korábbi hódításai mellé Hum egy részét is megszerezte. András testvére haláláig megtartotta a dalmát-horvát hercegi címet, amelyre támaszkodva 1202-ig harcolt a magyar trónért testvérével. 1204-ben a IV. keresztes hadjárat csapataival visszafoglalták Zárát.  1204-ben Velence megszerezte Raguzát és Durazzót is, Cattaro és a dél-dalmáciai városok ekkor szerb kézen voltak.  II. András valószínűleg ezt követően csak 1217-ben jutott el újra Dalmáciába, miután keresztes hadjáratot vezetett. Ekkor Velence javára lemondott Záráról, azért, hogy a velenceiek átszállítsák őt és kíséretét a Szentföldre. 
1242-ben a tatárjárás idején Kadán csapatai a dalmát partokat is felperzselték, de a Trau szigetére menekült IV. Béla királyt nem fogták el. Velence 1243-ban hadjáratot indított a dalmát városok visszaszerzésére. IV. Béla dalmáciai tartózkodása idején a már évtizedek óta velencei fennhatóság alatt lévő Zára a magyar uralkodó támogatásával fellázadt az itáliai városállam uralma ellen. Velence 1243-ban ellentámadásba lendült, és Zárát sikerült elfoglalnia, amikor a seregei már a közeli Nonát fenyegették, a magyar király békét kért és 1244-ben megegyezett Velencével, ez alkalommal a kikötő vámbevételeinek 2/3-áért lemondott Záráról.  Ezután Velence a szigeteket és a partvidéket Krkig birtokolta, a déli partmellék Magyarországhoz tartozott, csak Raguza állt a velencei dózse által kinevezett kenéz fennhatósága alatt.
Az utolsó Árpád-háziak idejében a pápák a nápolyi Anjoukat igyekeztek Magyarország birtokába juttatni. A Frangepánok és egyéb főúri családok részben az Anjouk pártjára szegődtek és innen vethette meg Károly Róbert is lábát a tartományurak hatalma alatt álló Magyar Királyságban. Šubić II. Mladen tengermelléki bán visszaélései ellen Trau és Sebenico Velence segítségét kérte, amely városok 1324-ben Velence birtokába kerültek Ninnel együtt.  1328-ban Spalato is elszakadt Magyarországtól, ezenfelül több horvát, dalmát és bosnyák bárói család függetlenségre törekedett.
Nagy Lajos – akinek Dalmácia fontos volt a Nápolyi Királysággal való kapcsolat fenntartása szempontjából – a dalmát tengerpartot teljes egészében visszafoglalta. 1346-ban még sikertelenül háborúzott, de az 1358-as zárai béke és az 1381-es torinói béke során Velence lemondott a dalmát parti sávról és a hozzá tartozó szigetekről a Kvarner-öböltől Durazzóig. Raguza ekkor került először magyar fennhatóság alá. Lajos figyelembe vette a dalmát városoknak a magyarétól eltérő, itáliai mintát követő berendezkedését és hatalma megszilárdítása érdekében nagyfokú autonómiát hagyott nekik. Királyi elöljárójukat, a comest maguk választhatták, bár személyét a királynak jóvá kellett hagynia, ezért ezek gyakran a király környezetéből kerültek ki. A város comesétől bírói ügyekben a horvát–dalmát bánhoz lehetett fellebbezni. Zárának Lajos kiemelt szerepet szánt, ők közvetlenül a királyhoz fellebbezhettek. Megreformálta dalmáciai jövedelmeit is, a só- és harmincadvám kezelését kivéve a városi tanácsok kezéből horvátországi és dalmáciai só- és harmincadkamarák kezelésére bízta. A kamarákat bérbe lehetett venni, főleg firenzeiek voltak a bérlők. Ösztönözni próbálta a magyarországi és erdélyi városok kereskedelmét Dalmáciával, főleg Zárával, de a közvetlen kereskedelem nem indult meg, csak firenzei közvetítéssel. A Velence utáni második legjelentősebb adriai város, Raguza esetén Lajos sokkal több szabadságot hagyott. Évi 500 dukát adót kellett fizetniük és magyar felségjelek alatt kellett működniük, de comesük személyét nem kellett megerősíttetniük a királlyal. Ennek fejében élvezték a király védelmét ellenségeikkel, elsősorban Velencével szemben. Raguza vazallus államként teljes önkormányzattal rendelkezett. 
Nagy Lajos halála felélesztette a bárói ligák küzdelmét a Magyar Királyságban. Az özvegy királynét, Erzsébetet a novigrádi börtönben megölték, és Zárában temették el, lányát, Mária magyar királynőt sikerült férjének, Zsigmond magyar királynak a velencei hajóhad segítségével kiszabadítania. Dél-Horvátország és Dalmácia 1391-ben bekövetkezett haláláig Zára és Raguza kivételével I. Tvrtko bosnyák király uralma alá tartozott. Utóda Dabiša István ugyan Zsigmondnak engedte át Dalmáciát (1393), csakhogy a dalmát városok, Zára példájára, Nápolyi Lászlót ismerték el királynak, akit 1403-ban Zárában magyar királlyá koronáztak. Zsigmondnak és híveinek 1409-re sikerült felülkerekedniük és visszaszerezniük Dalmáciát, Nápolyi László válaszul eladta Dalmáciára vonatkozó jogait Velencének 100 ezer aranyért. Zárát még ebben az évben elfoglalta Velence. Zsigmond két hadjáratban (1411–1412, 1418–1420) is megpróbálta visszafoglalni Dalmáciát,  de Zárát és Sebenicót már 1413-ban átengedte Velencének, az 1435. évi nagyszombati békeszerződés értelmében pedig az egész dalmát tengerpart Velencéé lett, a Narenta vidéke és Raguza kivételével. Az előbbi Boszniához tartozott, az utóbbi önállóságát nemcsak Velencével, hanem még a mind fenyegetőbb török hódítással szemben is sokáig meg tudta védeni. Horvátországnak és a Magyar Királyságnak csak egy jelentős kikötője maradt, Zengg. 

### A török korban: Velencei uralom
Velence a Cettina és Narenta (Neretva) közötti részt átengedte a szultánnak, de a törökök folytatták a hódítást (1537: Klisza). 30 esztendei fegyverszünet után II. Szelim megint háborúban állt (1570) Velencével. Zárát meg Spalatót ugyan most sem tudta bevenni, de Lesinát igen. 1646: a Kréta birtoklásáért kitört harcban Dalmácia is színhelye lett a háborúnak, melynek folyamában a törökök kudarcot vallottak, Knin vára pedig újra a velenceiek kezébe került. Bár az 1671-es béke szerint a velenceiek hódításaikat megtarthatták volna, a törökök számos várat (köztük Knint is) visszaszereztek. Bécs felmentésével és Magyarország felszabadításával párhuzamosan Velence is támadást intézett az oszmán birodalom ellen és Cornaro Girolamo Castelnuovót (Herceg Novi), Knint és Trebinját bevette. A császáriak azonban a karlócai békekötéskor (1699) nem voltak tekintettel Velencére, így a magára maradt signoriának a sikerek dacára kedvezőtlen békét kellett kötnie, melynek értelmében csak Dalmácia déli része Knintől Castelnuovón át Cattaróig került a köztársaság birtokába. Dalmáciának ezt az újabban szerzett részét az acquisto nuovo névvel jelölték, megkülönböztetésül az acquisto vecchiótól, melyhez a tengerpart és a szomszédos terület tartozott. Raguza a háborúban kétkulacsos politikát követett, megtartotta területét, melyet Klek és Sutorina, két török kézen maradt vár, különített el Velencétől. Amikor 1715-ben a törökök újra átkeltek a határon, III. Károly szövetséget kötött Velencével, s annak hadserege ez alkalommal Bosznia-Hercegovinába is benyomult.

### Az újkorban
1718-1797 között Dalmácia ismét Velencének hódolt meg, melynek főkormányzója provveditore generale cimen Zárában székelt, míg a városok élén a rappresentati, a velencei grófok álltak. 1797-ben Franciaország és Ausztria Campoformióban megegyezésre jutottak Isztria és Dalmácia Ausztriához csatolásáról. (Kaunitz kancellár már 1786-ban Pray Györgyöt bízta meg, hogy II. Józsefnek mint magyar királynak a Dalmáciára való jogait kimutassa.)
Az 1805-ös pozsonyi béke véget vetett az osztrák uralomnak Dalmáciában, melyet Molitor francia tábornok szállt meg. A francia kormányzó Marmont tábornok lett, az oroszok az 1805-ös harmadik koalíciós háborúban sem kísérelték meg Raguza felmentését. Marmont Raguzában is bevezette a francia közigazgatást, utakat építtetett. 1809 tavaszán Ausztria és Franciaország újból összecsaptak, a bécsi béke egész Dalmáciát a franciáknak ítélte, míg Veglia két másik szigettel Isztriához került (1809).

### A 19. században
1813-ban az angolok és osztrákok közösen foglalták vissza Zárát, Milutinovic osztrák tábornok pedig Raguzát, s kijátszotta az helyi olaszoknak a köztársaság visszaállítására irányuló törekvéseit. Dalmácia Raguzával, Bochéval, sőt Albánia egy részével Ausztriához tartozott, és 1816-ban Dalmát Királyság címen az osztrák örökös tartományok sorában foglalt helyet.
Az olasz városi polgárság a bécsi birodalmi gyűlésbe küldte képviselőit, nem Zágrábba, ami ellen a szláv kisebbség tiltakozott. Ez utóbbi párt 1861-ben külön feliratot is intézett a császárhoz, melyben a hármas királyság visszaállítását kérte. Bosznia 1878-as okkupációja után Bécs az okkupált tartományokat, ezek biztosítása céljából a dalmát partokkal vasúti összeköttetésbe hozta. A vasútvonal integrálása a Magyar Királyság és a Monarchia többi hálózatával a magyar kormány által 1904-ben vállalt kötelezettség lett a Lika vasútvonal révén.
Az utolsó, dalmát nyelven beszélő ember Tuone Udaina Burbur (olaszul: Antonio Udina) volt, akit egy anarchista bombája ölt meg 1898-ban.

## Képek

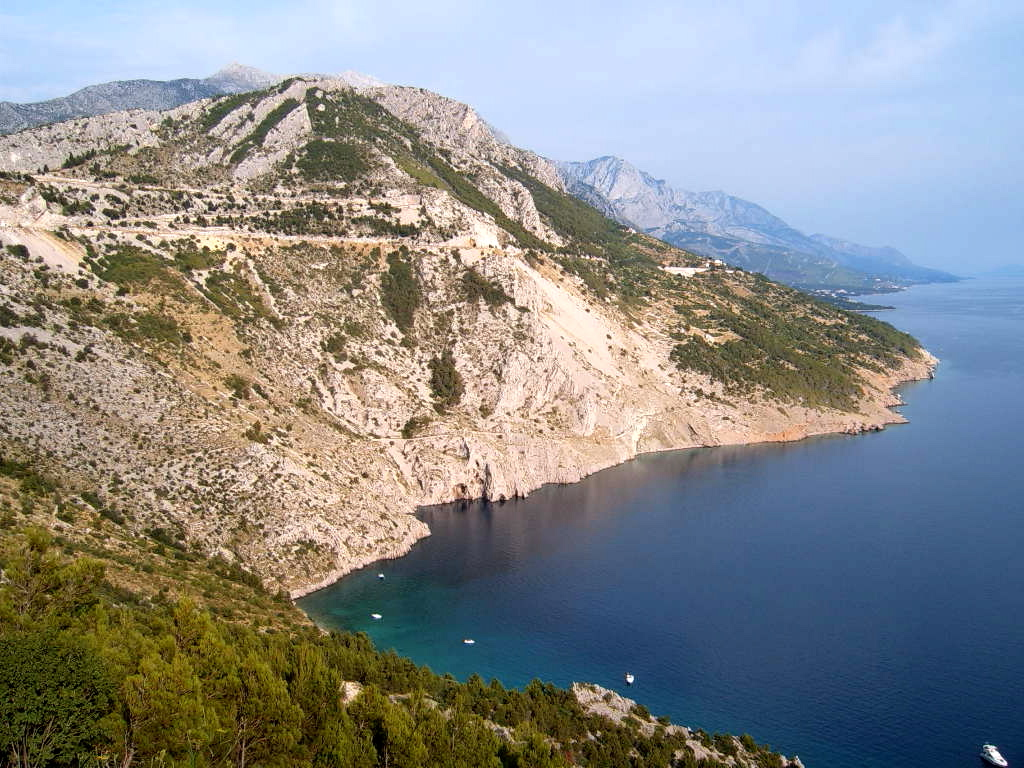
A dalmát tengerpart
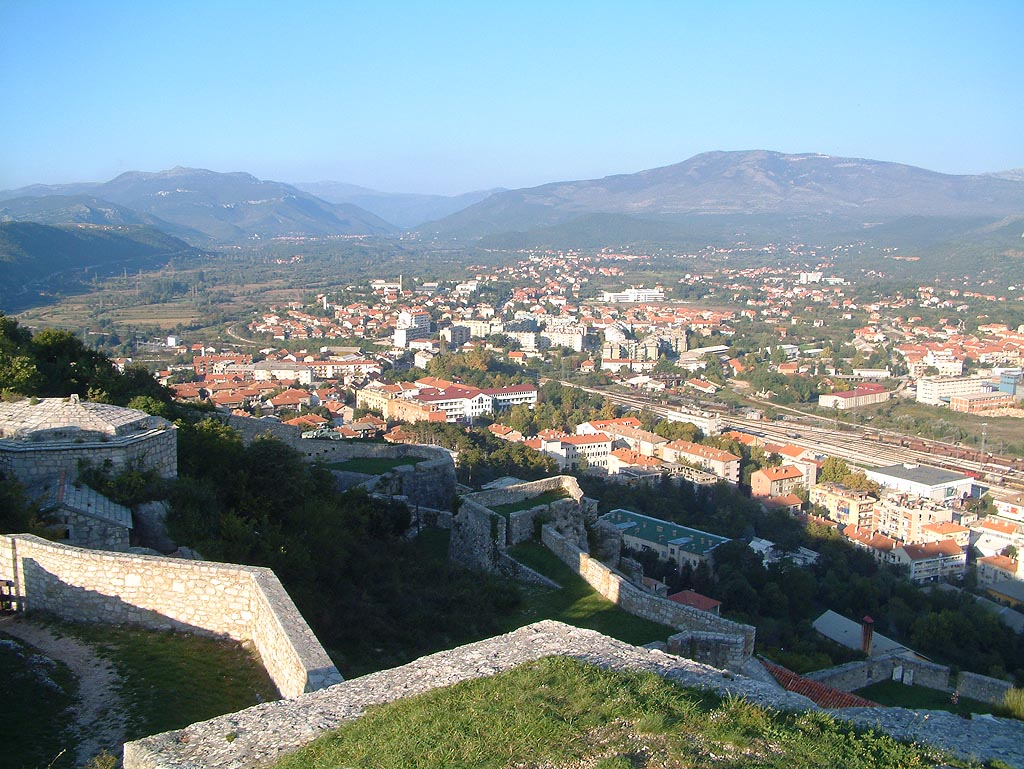
Knin
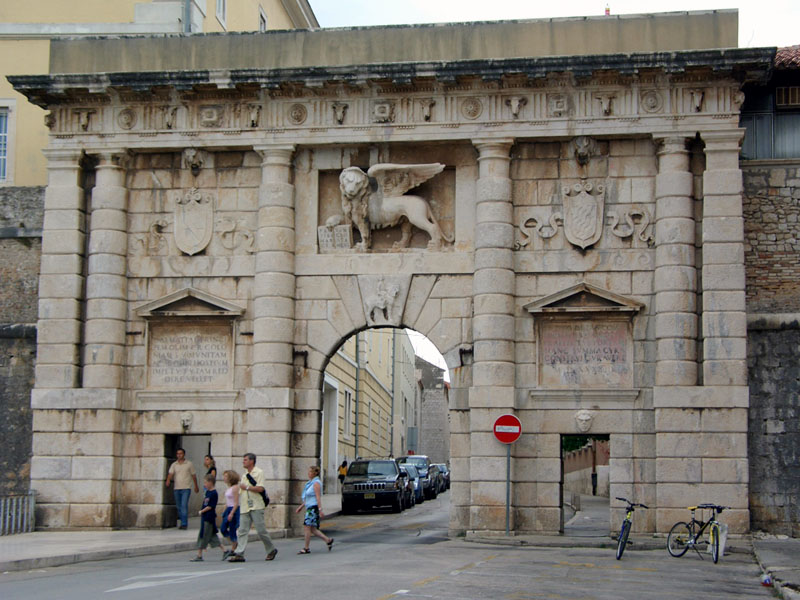
A zárai Porta di Terraferma
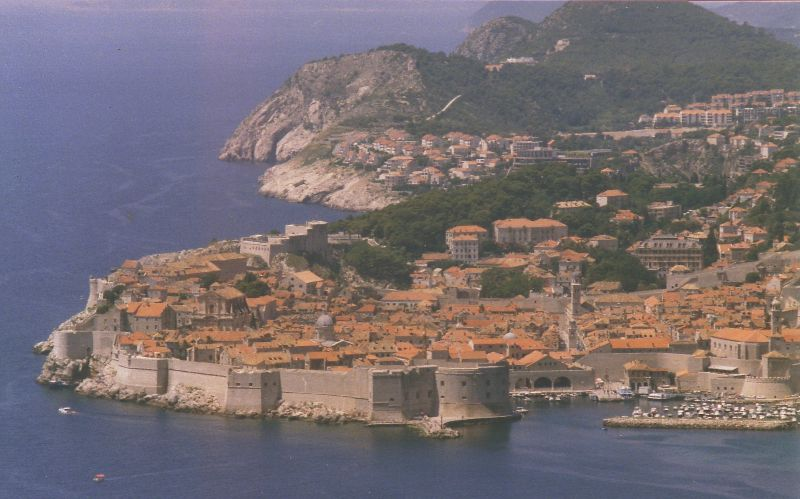
Dubrovnik
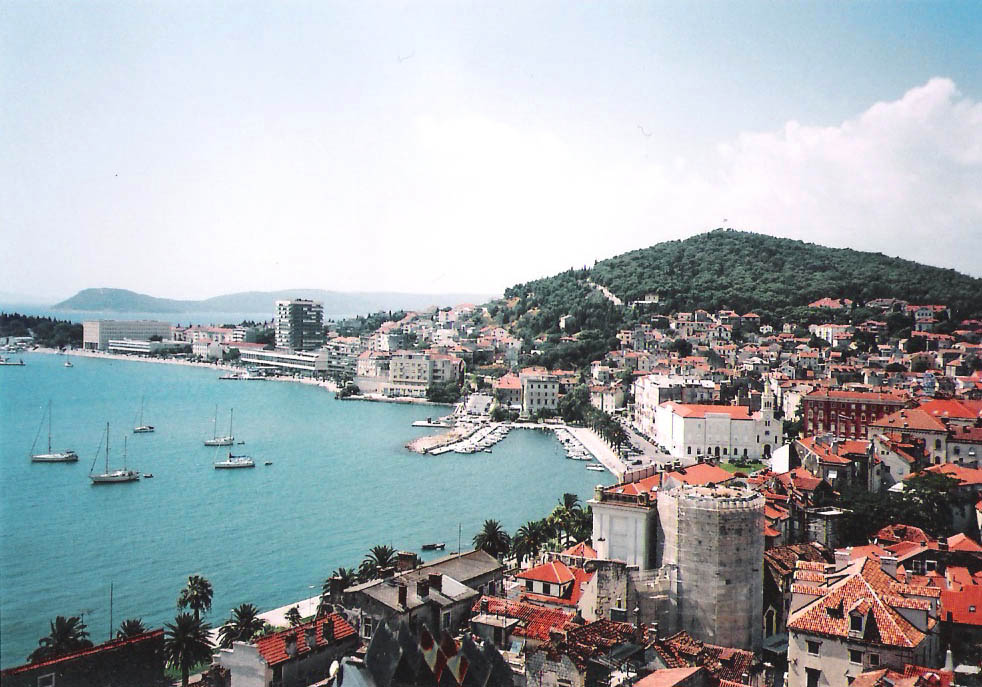
Split
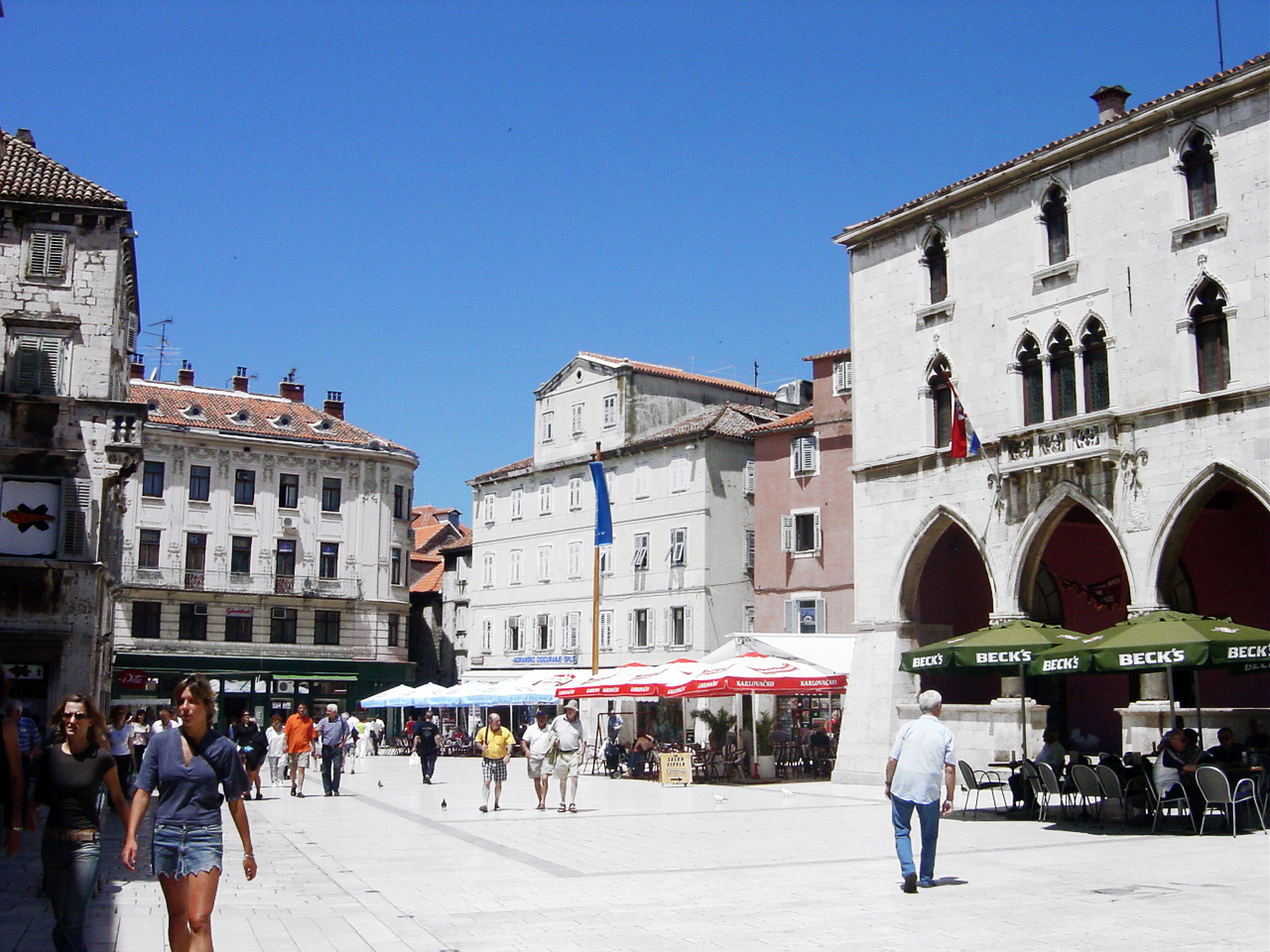
A Narodni tér Splitben
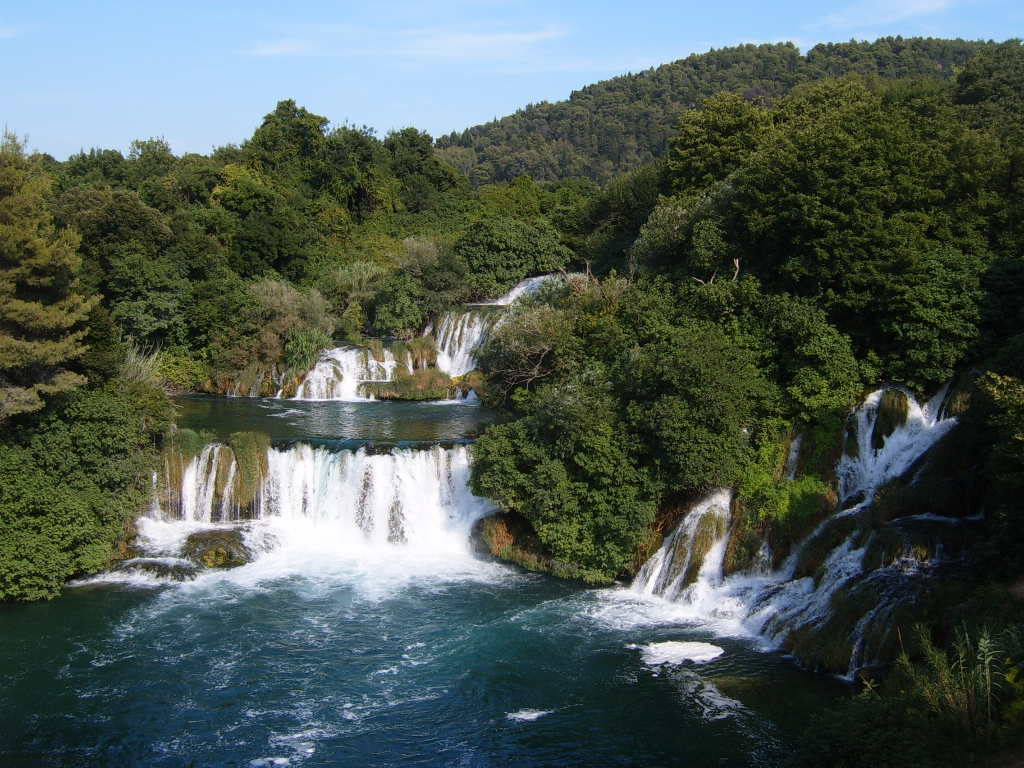
Krka Nemzeti Park